# Gornje Komarice
Gornje Komarice (izvirno srbsko Горње Комарице) je naselje v Srbiji, ki upravno spada pod Občino Pivara; slednja pa je del Šumadijskega upravnega okraja.

## Demografija
V naselju živi 291 polnoletnih prebivalcev, pri čemer je njihova povprečna starost 56,1 let (54,6 pri moških in 57,5 pri ženskah). Naselje ima 149 gospodinjstev, pri čemer je povprečno število članov na gospodinjstvo 2,16.
To naselje je popolnoma srbsko (glede na rezultate popisa iz leta 2002), a v času zadnjih treh popisov je opazno zmanjšanje števila prebivalcev.
|  |

| Demografija | Demografija     | Demografija     |
| Leto        | Št. prebivalcev | Št. prebivalcev |
| ----------- | --------------- | --------------- |
|             |                 |                 |
|             |                 |                 |
|             |                 |                 |
|             |                 |                 |
| 1948        | 1195            |                 |
| 1953        | 1145            |                 |
| 1961        | 1066            |                 |
| 1971        | 814             |                 |
| 1981        | 573             |                 |
| 1991        | 404             | 395             |
| 2002        | 328             | 322             |
|             |                 |                 |

| Etnična sestava po popisu iz leta 2002 | Etnična sestava po popisu iz leta 2002 | Etnična sestava po popisu iz leta 2002 | Etnična sestava po popisu iz leta 2002 | Etnična sestava po popisu iz leta 2002 |
| -------------------------------------- | -------------------------------------- | -------------------------------------- | -------------------------------------- | -------------------------------------- |
| Srbi                                   | Srbi                                   |                                        | 322                                    | 100,0%                                 |
| Neznano                                | Neznano                                |                                        | 0                                      | 0,0%                                   |